# Макропсія
Макропсі́я — патологічне збільшення розміру зорового стимулу, що сприймається.
Макропсія є розладом, при якому предмети сприймаються більшими, ніж вони є насправді, а сам суб'єкт сприймає себе меншим, чим він є. Різновид метаморфопсії.
Спостерігається при спазмі акомодації, ураженні жовтої плями сітківки, істерії. При органічних ураженнях центральної нервової системи може виникати при мігрені та (рідко) складній частковій епілепсії.
Тимчасова макропсія може бути також викликана дією різних наркотиків, особливо гашишем і галюциногенними грибами. Викликані препаратом зміни у сприйнятті проходять з виходом хімікатів з організму.